# 시발 비용
시발 비용(--費用)은 스트레스를 받지 않았다면 쓰지 않았을 비용을 일컫는 대한민국의 신조어이다. 하지만 "시발 비용"에서 "시발"이 비속어이기 때문에 텔레비전 방송 등에서는 홧김 비용(火-費用) 등으로 순화하기도 한다. 홧김 비용은 홧김에 시킨 배달 음식 값이나, 짜증이 나서 탄 택시비 등을 일컫는다.

## 역사
2016년 11월 한 트위터 사용자가 정의와 예시를 트위터에 게재하면서 널리 알려지게 되었다. 2019년에는 "sibal biyong"으로 로마자화되어 《포린 폴리시》 등 외국 매체에 소개되기도 했다.

## 비슷한 개념
- 영어에는 퍽 유 머니(fuck you money)라는 개념이 있다.[4] 홧김에 직장을 그만둘 수 있기 위해 필요한 정도의 비용을 뜻한다.

## 같이 보기
- 립스틱 효과
- 탕진잼
- YOLO